# Classe A (sous-marin)
Pour les autres classes de navires du même nom, voir Classe A.
La classe A est la première classe de sous-marins de conception britannique de la Royal Navy, construite entre 1902 et 1905.

## Conception

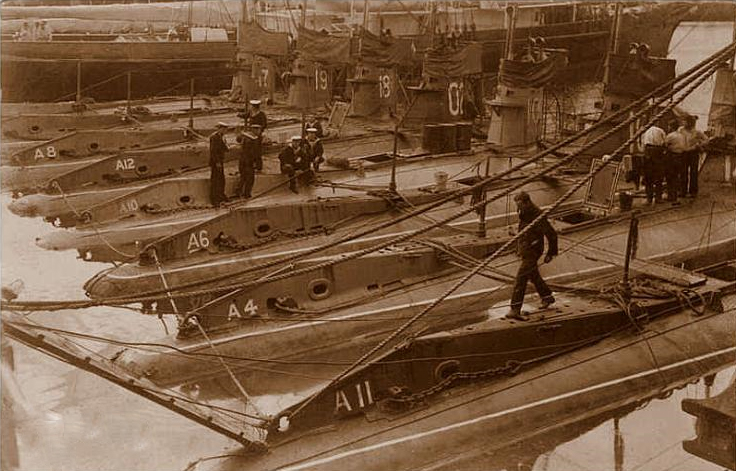
Quelques Classe A

Les treize sous-marins furent réalisés sur le chantier naval Vickers à Barrow-in-Furness entre 1902 et 1905. C'est une amélioration de la classe Plunger de l'United States Navy.

### Propulsion
Tous ont été propulsés sous l'eau par des moteurs électriques à batteries et à la surface par des moteurs à essence Wolseley à 16 cylindres à entraînement par arbre de 400 ch (300 kW) (A1), 450 ch (340 kW) (A2-A4) ou 600 ch (450 kW) (A5-A12). L'A13 était équipé d'un moteur Diesel Vickers expérimental de 500 ch (370 kW), qui s'est avéré peu fiable.

### Armement
L'armement était constitué de deux tubes lance-torpilles de 18 pouces (46 cm) avec quatre torpilles, sauf pour le A1, qui avait un tube et trois torpilles.

## Service
Cette classe de sous-marins a connu de nombreux accidents et défaillances ; presque tous les sous-marins de cette classe (A1, A3, A4, A5, A7 et A8) ont été impliqués dans un accident quelconque au cours de leur histoire opérationnelle. Beaucoup ont été mortels pour l'équipage et ont entraîné le démantèlement du sous-marin. L'A1 a été coulé au large de Portsmouth le 18 mars 1904, en collision avec le paquebot Berwick Castle, mais il a été renfloué et remis en service avant d'être finalement coulé en 1911 en tant que cible d'artillerie navale, suivi en 1912 par l'A3. L'A7 a été perdu à Whitsand Bay en 1914 après avoir plongé dans la boue. L'A13 a été retiré du service en 1914 en raison du manque de fiabilité des moteurs.
Les autres ont été utilisés pendant la Première Guerre mondiale pour la défense des ports, A2 et A4, A5 et A6 à Portsmouth, A8 et A9 à Devonport, et A10, A11 et A12 à Ardrossan. Tous ont survécu à la guerre et ont été convertis pour l'entraînement en 1918 et vendus en 1919-1920, à l'exception du A2, qui a été désarmé en attendant d'être éliminé et finalement vendu en 1925.

## Les sous-marins de classe A
- A1
- A2
- A3
- A4
- A5
- A6
- A7
- A8
- A9
- A10
- A11
- A12
- A13